# 松山省三
松山 省三（まつやま しょうぞう、旧姓・渡辺、1884年〈明治17年〉9月8日 - 1970年〈昭和45年〉2月2日）は、日本の洋画家、カフェー・プランタンの経営者。

## 来歴・人物
広島県広島市出身。渡辺又三郎の三男。日本中学校を経て東京美術学校（現東京芸術大学）西洋画撰科に入学、1907年卒業（卒業時は渡辺姓。その後、弁護士・松山広居に養子入り）。
リベラリストだった省三は政治家になることを嫌がり、画家になるべく家族を連れて1909年上京。妻・英子は当時妊娠7ヵ月で、上京直後に生まれた長男が後の歌舞伎役者、河原崎国太郎である。1909年11月に小山内薫が主宰した自由劇場の公演で、他の美術学校関係者とともに背景画を担当したという。実父は広島市長在職中の1910年7月に病死した。
画業では白馬会の岡田三郎助に師事、院展などに出品した。パリに憧れ留学が夢だったが、義父が小豆相場に失敗して断念。親友の劇作家・小山内薫に勧められ、美術学校時代の教授だった黒田清輝らに聞かされたパリの「カフェ」のような、文人や画家達が集い芸術談義をできる場所を作りたいと、平岡権八郎とともに1911年3月、京橋日吉町（現・銀座8丁目）に「カフェー・プランタン」を開業した。プランタンは仏語で春を意味し、親友小山内が命名した。
日本で初めて「カフェー」と名乗り、珈琲や洋酒、サンドイッチ、食事を揃えた。フランスのカフェの給仕は男性であるが、プランタンは女給仕、今でいうウェイトレスを置いて人気を得た。従来にない営業形態のため、当初は会費50銭で維持会員を募り会員制としていた。会員には森鷗外、永井荷風、谷崎潤一郎、岸田劉生、岡本綺堂、北原白秋、島村抱月、2代目市川左團次ら錚々たるメンバーが名を連ね大いに賑わった。店の壁は彼らの落書きで埋まり、店の名物になったという。
カフェー・プランタンは日本第1号のカフェとされ、松山は日本の「事始め」や「飲食文化史」に名前を残すこととなった（日本における喫茶店の歴史）。
しかし、1923年9月の関東大震災で日吉町のプランタンは焼失。
震災後の一時期、牛込神楽坂に支店を出した。こちらの店は文化人や早大生に特に愛されたという。またかつて大型客船でバーテンをしていたこの店の従業員が、船内用の英文18ページの麻雀の手引書を持っていて、松山がこれに興味を持ち、二代目 市川猿之助に頼んで、市川が上海で買った一組の麻雀牌を店に持ち込んだ。近くに住む広津和郎と佐々木茂索、松井潤子をカフェ2階に呼び、しどろもどろのルールでゲームを始めたのが、麻雀史に於ける日本麻雀の黎明期ープランタン時代の始まり。その後、貿易商で麻雀通の林茂光（鈴木郭郎）が店に出入りするようになり、松山の牌と、この林の指導を受けた菊池寛、濱尾四郎、古川ロッパ、久米正雄らが日本麻雀の基礎を創った。この神楽坂プランタンは日本の「麻雀荘発祥の地」でもある。神楽坂店は震災の翌年から約2年営業。
本店は銀座通りの南金六町に移転したが、1945年3月の建物疎開で取壊された。
第2次世界大戦後は、文春クラブ支配人を務めた。
1970年2月2日、85歳で死去。墓所は調布市明西寺にある。

## 親族
父・渡辺又三郎は広島藩主を務めた浅野氏に仕え、維新後、代言人から政治家になり衆議院議員、広島市会議長、第8代広島市長などを務めた。
長男は歌舞伎俳優の5代目河原崎國太郎。孫は俳優の松山英太郎、松山政路、女優の松山梨絵。曾孫は歌舞伎俳優の7代目嵐芳三郎、6代目河原崎國太郎、女優の由夏、俳優の芦田昌太郎、女優の松山愛佳。弁護士で、広島市長、衆議院議員などをつとめた横山金太郎は姉の夫。